# سكوت سيلرز
سكوت سيلرز (بالإنجليزية: Scott Sellers)‏ هو منافس ألعاب قوى أمريكي، ولد في 16 أغسطس 1986.

## وصلات خارجية
- سكوت سيلرز على موقع الاتحاد الدولي لألعاب القوى (الإنجليزية)